# El Burgo Ranero
El Burgo Ranero è un comune spagnolo di 854 abitanti situato nella comunità autonoma di Castiglia e León.